# Billetera digital
Una billetera digital, también conocida como billetera electrónica o e-Wallet, se refiere a un dispositivo electrónico, un servicio de banca móvil o una aplicación móvil que permite, a una parte, realizar transacciones electrónicas con otra parte que intercambia unidades de moneda digital por bienes y servicios. Esto puede incluir comprar artículos en línea con una computadora o usar un teléfono inteligente para comprar algo en una tienda. El dinero puede depositarse en la billetera digital antes de cualquier transacción o, en otros casos, la cuenta bancaria de un individuo puede vincularse a la billetera digital. Los usuarios también pueden tener su licencia de conducir, documento de identidad y otros documentos de identificación almacenados en la billetera. Las credenciales se pueden pasar a la terminal de un comerciante de forma inalámbrica a través de la comunicación de campo cercano (NFC por sus siglas en inglés). Cada vez más, las billeteras digitales se están usando no solo para transacciones financieras básicas, sino también para autenticar las credenciales del titular. Por ejemplo, una billetera digital podría verificar la edad del comprador a la tienda mientras compra alcohol. El sistema ya ha ganado popularidad en Japón, donde las billeteras digitales se conocen como "billeteras móviles".   También en Argentina, donde se popularizaron con el nombre "billeteras virtuales".

## Tecnología
Una billetera digital tiene un componente de software y de información. Los sistemas de pago electrónico seguros y justos son un tema importante. El software proporciona seguridad y encriptación para la información personal y para la transacción real. Por lo general, las billeteras digitales se almacenan en el lado del cliente y son fáciles de mantener y totalmente compatibles con la mayoría de los sitios web de comercio electrónico. Una billetera digital del lado del servidor, también conocida como billetera delgada, es una que una organización crea para un usuario y la mantiene en sus servidores. Las billeteras digitales del lado del servidor están ganando popularidad entre los principales minoristas debido a la seguridad, la eficiencia y la utilidad adicional que brinda al usuario final, lo que aumenta la satisfacción de su compra general. El componente de información es básicamente una base de datos de información de entrada del usuario. Esta información consta de su dirección de envío, dirección de facturación, métodos de pago (incluidos los números de tarjeta de crédito, fechas de vencimiento y números de seguridad) y otra información.
Las billeteras digitales se componen de dispositivos de billetera digital y sistemas de billetera digital. Hay dispositivos de billetera digital dedicados, como la billetera biométrica de Dunhill, un dispositivo físico que contiene efectivo y tarjetas junto con una conexión móvil Bluetooth. En la actualidad existen nuevas exploraciones para los teléfonos inteligentes con capacidades de  cartera digital NFC, como el Samsung serie Galaxy y el Google Nexus, teléfonos inteligentes que utilizan sistema operativo Android y de Apple con iPhone 6 y iPhone 6 Plus que utilizan Apple Pay. Otros incluyen Samsung Pay, Google Pay, así como servicios de pago como PayPal y Venmo.
Los sistemas de billetera digital permiten el uso generalizado de transacciones de billetera digital entre varios proveedores minoristas en forma de sistemas de pagos móviles y aplicaciones de billetera digital. El sistema de pagos móviles M-PESA y el servicio de microfinanzas tienen un uso generalizado en Kenia y Tanzania, mientras que la aplicación MasterCard PayPass ha sido adoptada por varios proveedores en los Estados Unidos y en todo el mundo.
Las billeteras digitales también se utilizan con mayor frecuencia entre los países asiáticos. Uno de cada cinco consumidores en Asia ahora está usando una billetera digital, lo que representa un aumento doble de hace dos años. Una encuesta de compras móviles de MasterCard entre 8500 adultos, entre 18 y 64 años de edad en 14 mercados, mostró que el 45% de los usuarios en China, el 36.7% de los usuarios en India y el 23.3% de los usuarios en Singapur son los mayores usuarios de billeteras digitales. La encuesta se realizó entre octubre y diciembre de 2015. Un análisis adicional mostró que el 48.5% de los consumidores en estas regiones hicieron compras usando teléfonos inteligentes. Los consumidores indios están liderando el camino con el 76.4% que usa un teléfono inteligente para realizar una compra, lo que representa un aumento drástico del 29.3% con respecto al año anterior. Esto ha inspirado a compañías como Reliance y Amazon India a presentar su propia billetera digital. Flipkart ya ha presentado su propia billetera digital.

## Pagos por bienes y servicios comprados en línea
Una billetera digital del lado del cliente requiere una configuración mínima y es relativamente fácil de usar. Una vez que se instala el software, el usuario comienza ingresando toda la información pertinente. La billetera digital ya está configurada. En la página de compra o salida de un sitio de comercio electrónico, el software de billetera digital tiene la capacidad de ingresar automáticamente la información del usuario en el formulario en línea. Por defecto, la mayoría de las billeteras digitales avisan cuando el software reconoce un formulario en el que puede completar; Si uno elige completar el formulario automáticamente, se le solicitará una contraseña al usuario . Esto evita que usuarios no autorizados vean la información personal almacenada en una computadora en particular.

### ECML
Las billeteras digitales están diseñadas para ser precisas cuando se transfieren datos a formularios de pago minorista; sin embargo, si un sitio de comercio electrónico en particular tiene un sistema de pago peculiar, es posible que la billetera digital no reconozca correctamente los campos del formulario. Este problema ha sido eliminado por los sitios y el software de billetera que utilizan la tecnología de Lenguaje de Modelado de Comercio Electrónico (ECML). Electronic Commerce Modeling Language es un protocolo que dicta cómo los minoristas en línea estructuran y configuran sus formularios de pago.

## Seguridad
Los consumidores no están obligados a completar formularios de pedido en cada sitio cuando compran un artículo porque la información ya se ha almacenado y se actualiza automáticamente y se ingresa en los campos de pedido en los sitios de comerciantes cuando se utiliza una billetera digital. Los consumidores también se benefician cuando usan billeteras digitales porque su información está encriptada o protegida por un código de software privado; los comerciantes se benefician al recibir una combinación de protección contra el fraude, un recibo de pago más rápido, menores costos de transacción y menores pérdidas por robo.
Las billeteras digitales están disponibles para los consumidores de forma gratuita, y son bastante fáciles de obtener. Por ejemplo, cuando un consumidor realiza una compra en un sitio comercial que está configurado para manejar billeteras digitales del lado del servidor, escribe su nombre, información de pago y envío en el formulario del comerciante. Al final de la compra, se le pide al consumidor que se registre para obtener una billetera de su elección ingresando un nombre de usuario y contraseña para futuras compras. Los usuarios también pueden adquirir billeteras en el sitio de un vendedor de billeteras.
Aunque una billetera es gratuita para los consumidores, los vendedores cobran a los comerciantes por las billeteras. Algunos vendedores de billeteras hacen arreglos para que los comerciantes les paguen un porcentaje de cada compra exitosa dirigida a través de sus billeteras. En otros casos, los vendedores de billeteras digitales procesan las transacciones entre los titulares de tarjetas y los comerciantes participantes y les cobran una tarifa plana.

## Ventajas para sitios de comercio electrónico
Una de las principales barreras en el comercio electrónico es el abandono del carrito de compras durante el proceso de pago. Estudios han señalado que más del 25 % de los compradores en línea interrumpen su pedido debido a la frustración asociada con la cumplimentación de formularios extensos. En este contexto, las billeteras digitales ofrecen una solución al permitir a los usuarios transferir de manera segura y automática su información de pago y envío, lo cual simplifica la experiencia de compra y mejora la usabilidad del sitio.
Además de optimizar el proceso de pago, las billeteras digitales pueden aumentar la seguridad de las transacciones. En lugar de compartir directamente los datos de la tarjeta de crédito con el comerciante, estas plataformas suelen generar un identificador único o token para cada transacción. Este enfoque reduce la exposición de información sensible y se ha vuelto común en las pasarelas de pago en línea, especialmente cuando utilizan una modalidad de "página de pago alojada", donde el procesamiento se realiza en servidores externos al sitio del comerciante.